# Malcom Bokele
Malcom Bokele Mputu, né le 12 février 2000 à Lyon en France, est un footballeur international camerounais qui évolue au poste d'arrière droit au Göztepe SK.

## Biographie

### En club
Né à Lyon, Malcom Bokele Mputu grandit dans le 8e arrondissement de la ville et commence le football à l'AS Bellecour Perrache avec son petit frère Morgan. Il est scolarisé au collège Vendôme à Lyon. Il rejoint ensuite les équipes de jeunes de l'Olympique lyonnais toujours accompagné de son frère, mais se blesse régulièrement en raison d'une croissance trop rapide. Il n'est pas conservé et retourne jouer dans des clubs amateurs de l'agglomération, dans un premier temps à l'Eveil de Lyon puis au FC Lyon.  
Bokele intègre ensuite l'équipe réserve de Bourg-Péronnas avec qui il découvre les championnats nationaux avant de signer un contrat stagiaire pro d'une saison avec le FC Metz. Après une apparition en match amical avec le groupe professionnel, il joue avec l'équipe réserve durant l'ensemble de la saison et n'est pas conservé par le club lorrain. 
Sans club, il est repéré par les Girondins de Bordeaux, et s'engage avec l'équipe réserve du club en octobre 2020. Pas convoqué en Ligue 1 par Jean-Louis Gasset puis Vladimir Petkovic lors de la saison suivante, il opte pour un prêt en National au FC Villefranche Beaujolais, en lice pour la montée en Ligue 2. Il s'installe comme titulaire au sein de son nouveau club, avec qui il échoue à obtenir la montée lors des barrages face à Quevilly-Rouen.  
De retour aux Girondins de Bordeaux, descendus en Ligue 2 après une dernière place lors de l'exercice 2021-2022, Bokele s'installe comme titulaire au poste d'arrière droit de l'équipe. Il marque son premier but en professionnel face au Pau FC en février 2023. Il marque à nouveau face au Paris FC deux semaines plus tard et signe dans la foulée une prolongation de contrat jusqu'en 2027 avec les Girondins.
Le 14 août 2024, après la rétrogradation administrative des Girondins de Bordeaux, mettant automatiquement fin à tous les contrats professionnels des joueurs du club, il s'engage librement pour trois saisons plus une en option avec le Göztepe SK en Turquie.

### En sélection
Malcom Bokele représente le Cameroun au sein des sélections de jeunes, avec qui il dispute une rencontre avec les -23 ans de l'équipe nationale en 2021. Il est finalement convoqué pour la première fois avec l'équipe première en mars 2023. Il honore sa première cape face à la Namibie.
Le 28 décembre 2023, il est retenu dans la liste des vingt-sept joueurs camerounais sélectionnés par Rigobert Song pour disputer la Coupe d'Afrique des nations 2023.

## Statistiques
| Saison                | Club                              | Championnat           | Championnat | Championnat | Championnat | Coupe(s) nationale(s) | Coupe(s) nationale(s) | Coupe(s) nationale(s) | Barrages d'accession | Barrages d'accession | Barrages d'accession | Cameroun | Cameroun | Cameroun | Total | Total | Total |
| Saison                | Club                              | Division              | M.          | B.          | P.d.        | M.                    | B.                    | P.d.                  | M.                   | B.                   | P.d.                 | M.       | B.       | P.d.     | M.    | B.    | P.d.  |
| 2017-2018             | Bourg-en-Bresse 01 rés.           | National 3            | 3           | 0           | 0           | -                     | -                     | -                     | -                    | -                    | -                    | -        | -        | -        | 3     | 0     | 0     |
| 2018-2019             | Bourg-en-Bresse 01 rés.           | DH                    | 2           | 0           | 0           | -                     | -                     | -                     | -                    | -                    | -                    | -        | -        | -        | 2     | 0     | 0     |
| Sous-total            | Sous-total                        | Sous-total            | 5           | 0           | 0           | -                     | -                     | -                     | -                    | -                    | -                    | -        | -        | -        | 5     | 0     | 0     |
| 2019-2020             | FC Metz rés.                      | National 3            | 8           | 0           | 0           | -                     | -                     | -                     | -                    | -                    | -                    | -        | -        | -        | 8     | 0     | 0     |
| 2020-2021             | Girondins de Bordeaux rés.        | National 3            | -           | -           | -           | -                     | -                     | -                     | -                    | -                    | -                    | -        | -        | -        | 0     | 0     | 0     |
| 2021-2022             | Girondins de Bordeaux rés.        | National 3            | 8           | 0           | 0           | -                     | -                     | -                     | -                    | -                    | -                    | -        | -        | -        | 8     | 0     | 0     |
| Sous-total            | Sous-total                        | Sous-total            | 8           | 0           | 0           | -                     | -                     | -                     | -                    | -                    | -                    | -        | -        | -        | 8     | 0     | 0     |
| 2021-2022             | FC Villefranche Beaujolais (prêt) | National              | 14          | 2           | 0           | -                     | -                     | -                     | 2                    | 0                    | 0                    | -        | -        | -        | 16    | 2     | 0     |
| 2022-2023             | Girondins de Bordeaux             | Ligue 2               | 29          | 2           | 0           | 3                     | 0                     | 0                     | -                    | -                    | -                    | 1        | 0        | 0        | 33    | 2     | 0     |
| 2023-2024             | Girondins de Bordeaux             | Ligue 2               | 27          | 0           | 1           | 1                     | 0                     | 0                     | -                    | -                    | -                    | 1        | 0        | 0        | 29    | 0     | 1     |
| Sous-total            | Sous-total                        | Sous-total            | 56          | 2           | 1           | 4                     | 0                     | 0                     | -                    | -                    | -                    | 2        | 0        | 0        | 62    | 2     | 1     |
| 2024-2025             | Göztepe SK                        | Süper Lig             | 31          | 1           | 0           | 3                     | 0                     | 0                     | -                    | -                    | -                    | -        | -        | -        | 34    | 1     | 0     |
| 2025-2026             | Göztepe SK                        | Süper Lig             | 2           | 1           | 0           | 0                     | 0                     | 0                     | -                    | -                    | -                    | -        | -        | -        | 2     | 1     | 0     |
| Sous-total            | Sous-total                        | Sous-total            | 33          | 2           | 0           | 3                     | 0                     | 0                     | -                    | -                    | -                    | 0        | 0        | 0        | 36    | 2     | 0     |
| Total sur la carrière | Total sur la carrière             | Total sur la carrière | 124         | 6           | 1           | 7                     | 0                     | 0                     | 2                    | 0                    | 0                    | 2        | 0        | 0        | 135   | 6     | 1     |

## Palmarès

### En club
- FC Metz rés.
  - Champion de France de National 3 en 2020